# Brady Leman
Brady Leman (* 16. října 1986 Calgary, Alberta, Kanada) je kanadský akrobatický lyžař, který se věnuje skikrosu.
Ve Světovém poháru se poprvé představil roku 2009, prvního vítězství se dočkal o dva roky později. V letech 2010 a 2016 získal cenné kovy na X Games. Na světových šampionátech dosáhl nejvýše stříbrné medaile na MS 2019. Zúčastnil se ZOH 2014, kde skončil čtvrtý, a o čtyři roky později získal v Pchjongčchangu zlato.